# マルシンハンバーグ

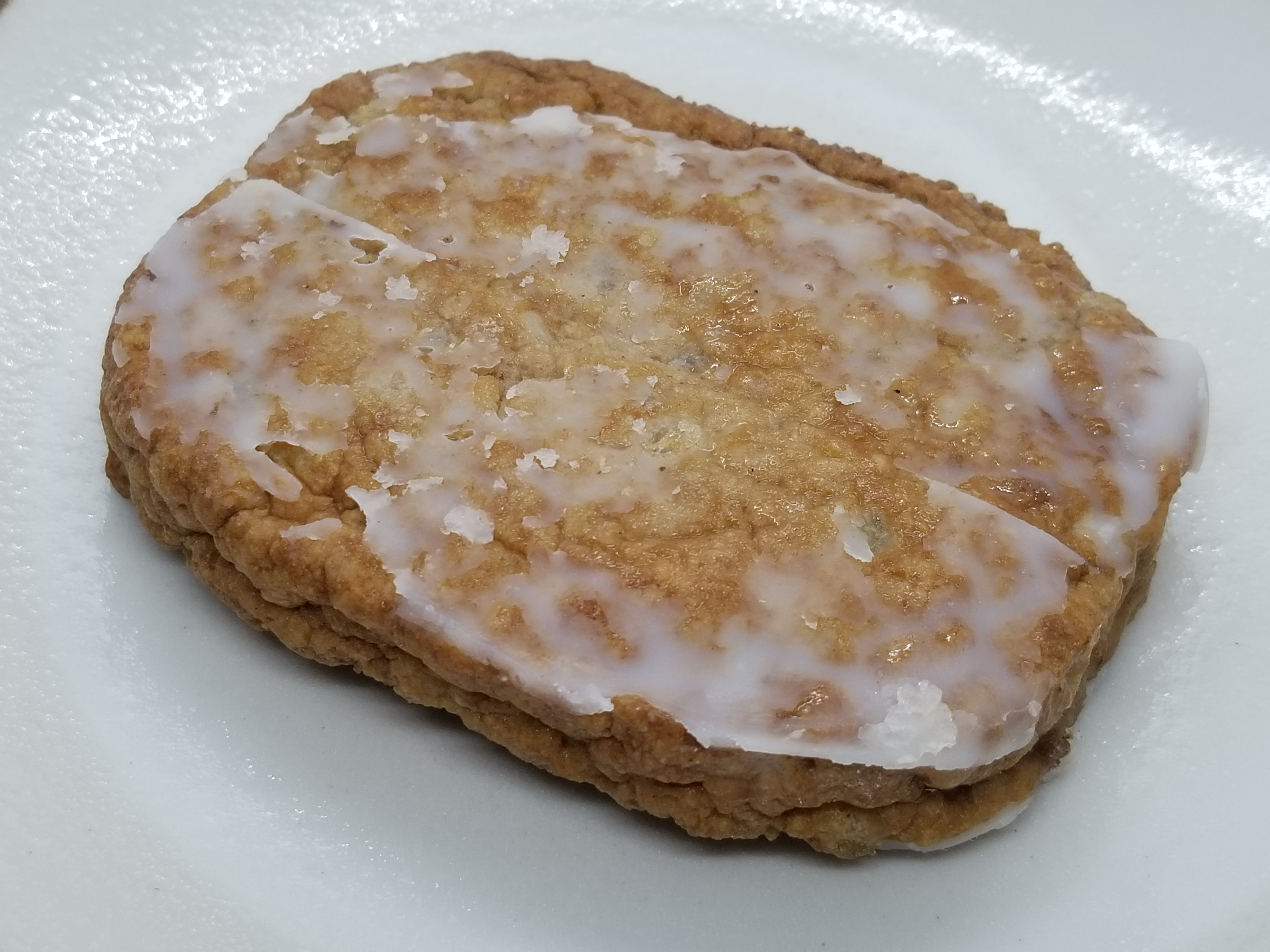
調理前のマルシンハンバーグ

マルシンハンバーグは、日本の食品メーカーである株式会社マルシンフーズが、1962年（昭和37年）から販売している、ハンバーグ状食品の商品名である。

## 概要
基本的に、本商品は、さまざまな肉類（2011年現在は鶏肉・豚肉・牛肉）とタマネギ、パン粉、植物性蛋白質などを練り合わせて作られたハンバーグの種を、ラードでコーティングした食材である。フライパンに油を引かずに焼くことができるほか、（冷蔵庫に入れなくても）10℃以下で鮮度を長く保持できる。食感は豚肉や牛肉を主原料として用いた一般的なハンバーグとはやや異なる。
かつてはパッケージには紙製の背面部分に隙間があり、中のハンバーグが見えるものが長年使われていた（現在は完全密封に変更されている）。これは製造工程上、ハンバーグを一旦加熱後に冷却してから包装するため、中の水蒸気を逃がすための工夫であった。また、パッケージに描かれている女の子「みみちゃん」は、髪の毛のカールが魚、リボンの曲線が豚のしっぽと、発売当初の本商品の原材料を表現したデザインになっており、その後、マルシンフーズのシンボルキャラクターとしても使用されている。
のちには、ハンバーグソースのルウを別添とした「マルシンルウバーグ」、本格的な味を追求した「マルシンニューハンバーグ」などの派生商品も発売された。
2010年代以降は、電子レンジの普及の高まりを考慮して、電子レンジでも調理可能とするため、油脂コーティングの量を減らす改良が行われた。

## 歴史
東京・築地市場の魚河岸で働いていた新川有一は、1960年（昭和35年）9月、マグロの切り身やイカのもろみ漬、煮凝り（にこごり）などといった水産加工品を扱う「有明商店」を開店した。普通であれば目の前の商売を軌道に乗せることに専念するであろうところを、新川は、海外でハンバーグを食べたことをきっかけに日本国内でのハンバーグの市販品の実現を目指して開発に着手した。
日の目を見たのは1962年（昭和37年）、画期的な商品「マルシンハンバーグ」の発売に漕ぎ着けた。「マルシン」は自身の名字「新川（しんかわ）」の「新」と屋号などによく使われる「丸：〇」との組み合わせ、すなわち「〇新」から名付けられた。
発売当初は牛肉が高価であったこともあり、主原料には鯨肉・豚肉・マグロが使われていた。小売価格は瓶入り牛乳1本と同じ1個14円と、当初から庶民的であった（※当時の価格情報補足：コロッケは1個10円、コーヒーは1杯60円）。ただ、発売当時の日本の庶民にはハンバーグそのものが全く認知されていなかったため薩摩揚げと間違えられることが多く、薩摩揚げより大きかったことから「薩摩揚げのおばけ」と呼ばれていたという。その後、日本人の食の欧米化の進捗や、地道な営業活動、「マルシン、マルシン、ハンバーグ♪」という定番化することになる印象的なジングルと共に放映されるテレビCMの絶大な訴求効果などにより、1975年（昭和50年）には日産100万食を達成した。1977年（昭和52年）まで3年連続で大台に乗り、この頃がマルシンハンバーグの全盛期であった。
しかし、1970年（昭和45年）4月になると石井食品から業界初の調理済みハンバーグでレトルト食品の「イシイのチキンハンバーグ」が強力な競合商品として発売され、湯煎しただけで食べられる手軽さとフワッとした食感で人気を博すようになった。さらには、牛肉を贅沢に使ったボリューム感たっぷりのハンバーグ、ソースに凝ったハンバーグ、チーズインハンバーグなど、調理加工されたハンバーグが競合他社から次々に発売されてゆく。そのような時流にあって、1970年代後半以降、マルシンハンバーグの売上は下降線を辿っていった。1980年代以降は、一流料理店で供されるような本格的なハンバーグが日本の一般家庭でも容易に食べられるようになり、そうなると、1個100円前後と安価なマルシンハンバーグは、むしろその安さゆえに消費者の選択肢から外されてしまう商品になってしまった。また、1991年（平成3年）3月に日本のバブル景気が崩壊すると、長年続けてきたテレビCM放送を打ち切らざるを得なくなった。
2000年（平成12年）頃からは、弁当への需要や昭和ノスタルジーなどで売上低下が下げ止まり、それ以降、やや上昇傾向に転じた。昭和ノスタルジーをテーマとして前面に押し出した東京の居酒屋「薄利多賣 半兵ヱ」では、昭和コロッケ、昭和メンチカツ、ソフトめん、大塚のボンカレーなどと共に、マルシンハンバーグを料理メニューとして供している。2005年（平成17年）以降はテレビCMも再開し、「マルシン、マルシン、ハンバーグ♪」のジングルも復活した。
2011年（平成23年）10月28日、丸大食品がマルシンフーズを買収して完全子会社化すると、商品開発の方針も変化する。2013年（平成25年）9月1日には、素材もパッケージも高級感あふれる「マルシンハンバーグ 贅沢仕立て」（希望小売価格150円 税別）が、10年ぶりの新商品として発売された。これは豚肉6：牛肉4の配合で、隠し味に赤ワインを使って味に深みを加えた商品であり、2015年（平成27年）8月5日、一般社団法人日本ハンバーグ協会が主催する第1回ハンバーググランプリでチルド部門の金賞を受賞した。2016年（平成28年）の年間販売個数は約4400万個である。

### 年表
- 1960年（昭和35年）9月[3] - 東京・築地市場の魚河岸で働いていた若者・新川有一が、水産加工品を扱う[1]「有明商店」[4]を開店[1]。
- 1962年（昭和37年） - 「マルシンハンバーグ」の発売[1]。価格は14円[1]。
- 1970年（昭和45年）
  - 4月 - 石井食品が強力な競合商品「イシイのチキンハンバーグ」を発売[5]。
  - 月日不明 - 本格的な機械化工場が完成し、操業開始[1]。それまでは手作り生産であった[1]。
    - これ以降、需要の急激な伸びに対応して、全国に8か所あった工場は常時フル稼働するようになる[1]。
- 1975年（昭和50年） - 日産100万食を達成[1][4]。1977年（昭和52年）まで3年連続で大台に乗り[1][4]、この頃がマルシンハンバーグの全盛期であった[1][4]。
- 1980年（昭和55年）1月8日 - 株式会社マルシンフーズの設立[3]。
- 1980年代 - 料理店で供されるような本格的なハンバーグが日本の一般家庭でも容易に食べられるようになり、マルシンハンバーグの売上は低下してゆく。
- 1991年（平成3年）3月 - バブル崩壊の始まり。係る時勢のなか、長年続いていたテレビCM放送は打ち切りに追い込まれる。
- 2000年（平成12年）
  - - この年までは紙のパッケージを使用していた[1]。
  - - この頃から、弁当への需要や昭和ノスタルジーなどで売上低下が下げ止まり[1]、やや上昇傾向に転じる[1]。
- 2005年（平成17年） - テレビCMの再開[1]。
- 2011年（平成23年）10月28日 - 丸大食品がマルシンフーズを買収し、完全子会社（機能子会社）化する[6][7]。
- 2012年（平成24年） - 発売50周年。
- 2013年（平成25年）9月1日 - 10年ぶりの新商品[4]となる「マルシンハンバ－グ 贅沢仕立て」を発売[8]。
- 2015年（平成27年）8月5日[9] - 日本ハンバーグ協会主催の第1回ハンバーググランプリで「マルシンハンバーグ 贅沢仕立て」がチルド部門金賞を受賞[10][5]。
- 2016年（平成28年） - 年間販売個数は約4400万個[5]。
- 2021年（令和3年）9月上旬 - 既存の「マルシンハンバーグ（無印）」を元に1.5倍の大判サイズに改めた「マルシンハンバーグ Big」、および畜肉の代わりに大豆ミート（100％大豆由来の加工品）を使用した「マルシンハンバーグ 大豆ミート」を発売。

## 提供した番組
- 現在
  - なし
- 過去
  - ハクション大魔王 - 1969年（昭和44年）10月5日から1970年（昭和45年）9月27日まで。フジテレビ。[1]
  - タイムボカンシリーズ - 1975年（昭和50年）10月4日から（※継続期間は不明）。フジテレビ。[1]
  - 戦国魔神ゴーショーグン - 東京12チャンネル。
  - 星雲仮面マシンマン - 日本テレビ（ローカル）。
  - おそ松くん - フジテレビ。
  - 平成天才バカボン - フジテレビ。
  - おはよう片山竜二です - OPの「ハイハイ片山竜二です」コーナーに提供。TBSラジオ（ローカル）。